# Chiesa della Beata Vergine Assunta (San Giorgio su Legnano)
La chiesa della Beata Vergine Assunta è la chiesa parrocchiale di San Giorgio su Legnano, comune della città metropolitana di Milano, in Lombardia. Dedicata a santa Maria Assunta, è stata consacrata il 23 aprile 1935. Ha uno stile neorinascimentale ed è caratterizzata da una pianta centrale di derivazione bramantesca.

## La chiesa

### Architettura

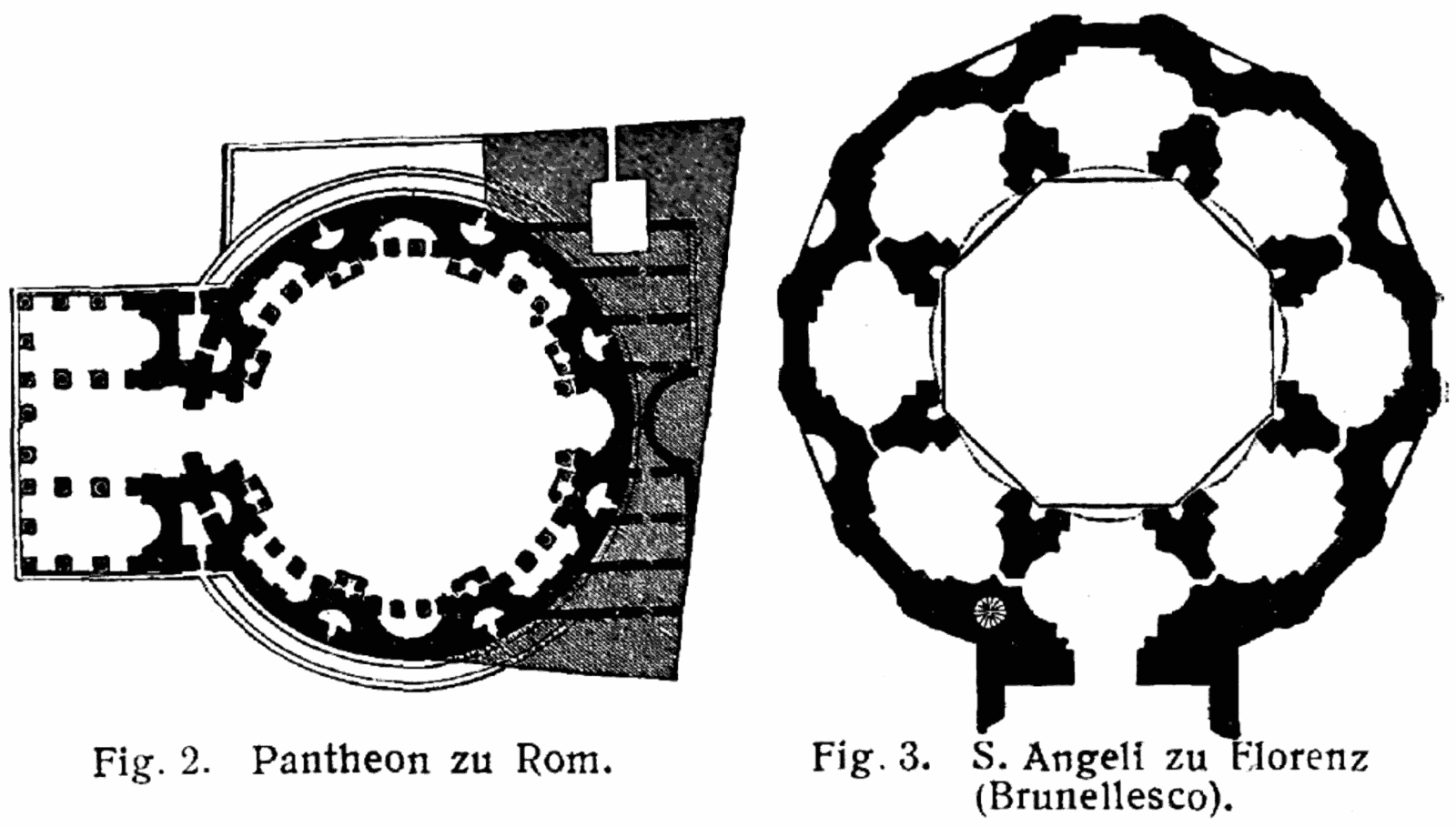
Confronto tra le piante del Pantheon (a sinistra) e della Rotonda del Brunelleschi, due tra i più noti esempi di pianta centrale

L'edificio, che ha stile neorinascimentale, è a pianta centrale ottagonale di derivazione bramantesca con copertura a cupola con lanterna. Dallo studio dei volumi a scapito dell'impostazione del progetto architettonico basato sugli spazi, che è tipico delle architetture a pianta centrale, e la chiesa della Beata Vergine Assunta non è un'eccezione, discende una visuale prospettica dove nessuna parte è predominante sull'altra: ciò spinge l'osservatore a non fermare definitivamente lo sguardo su nessuna parte specifica dell'opera architettonica.
Progettata dall'architetto Ugo Zanchetta di Milano e dedicata a santa Maria Assunta, fu fortemente voluta da don Pietro Ermolli (1888-1972), parroco di San Giorgio su Legnano dal 1928 al 1969. I lavori di costruzione durarono dal 3 marzo 1933 all'ottobre 1934, con la prima pietra che fu posata il 24 aprile 1934 e la consacrazione che avvenne il 23 aprile 1935.
Un'altra peculiarità della chiesa della Beata Vergine Assunta è l'utilizzo di mattoni a vista, che sono tipici delle costruzioni lombarde. Sugli otto lati della chiesa si aprono sei cappelle laterali (tre per parte) e il presbiterio, che è sormontato da una cupola semisferica. Le due cappelle centrali poste ai lati, una dedicata al Sacro Cuore e l'altra a Maria, sono accresciute rispetto alle altre e sono chiuse superiormente da una cupola con lanterna.
La chiesa della Beata Vergine Assunta ha una superficie di 1.700 m2 ed un'altezza di 38 m. La cupola principale ha un diametro di 30 m, mentre il campanile ha base quadrata di spigolo 6,5 m e un'altezza di 55 m.

### Opere artistiche

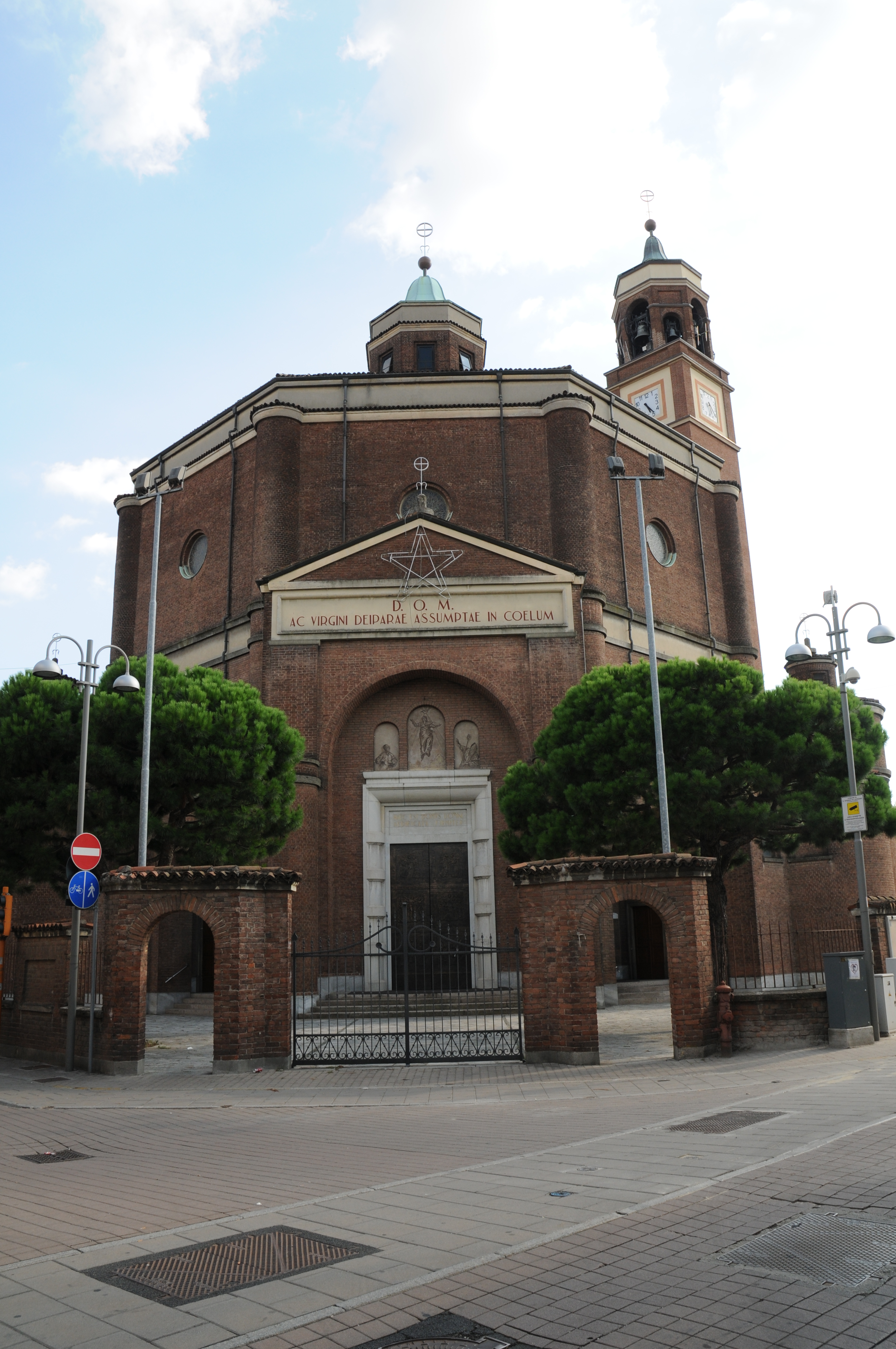
Facciata della chiesa della Beata Vergine Assunta

Nella chiesa è presente un antico altare neoclassico della metà del XIX secolo un tempo utilizzato nella vecchia chiesa parrocchiale della Beata Vergine Assunta. È posizionato in una cappella laterale, nella cosiddetta cappella del Santissimo Sacramento, che si trova a sinistra della cappella maggiore. Lo spostamento di questo altare fu una delle conseguenze del Concilio Vaticano II che previde, tra l'altro, una riforma liturgica che sancì lo spostamento degli altari in direzione versus populum (in it. "verso il popolo"), ovvero verso i fedeli: fino ad allora tutte le mense sacre erano infatti orientate versus absidem (in it. "verso l'abside"), ovvero dalla parte opposta, o versus orientem (in it. "verso l'est"), in direzione della Terra santa, con il sacerdote rivolto verso oriente e con alle spalle i fedeli.
L'altare maggiore è stato realizzato nel 1973 dallo scultore Gino Casanova seguendo i dettami del Concilio Vaticano II. È costituito da un unico blocco di marmo giallo-roano che pesa 12 tonnellate e che ha dimensioni 3 x 1,40 x 1 m. Lungo il suo perimetro sono raffigurati alcuni episodi della vita di Gesù: frontalmente la crocifissione, la resurrezione e l'ascensione mentre lateralmente la Presentazione al Tempio e alcune scene riguardanti gli apostoli. Sulla parte posteriore sono invece scolpiti le nozze di Cana, la risurrezione di Lazzaro e la pesca miracolosa.

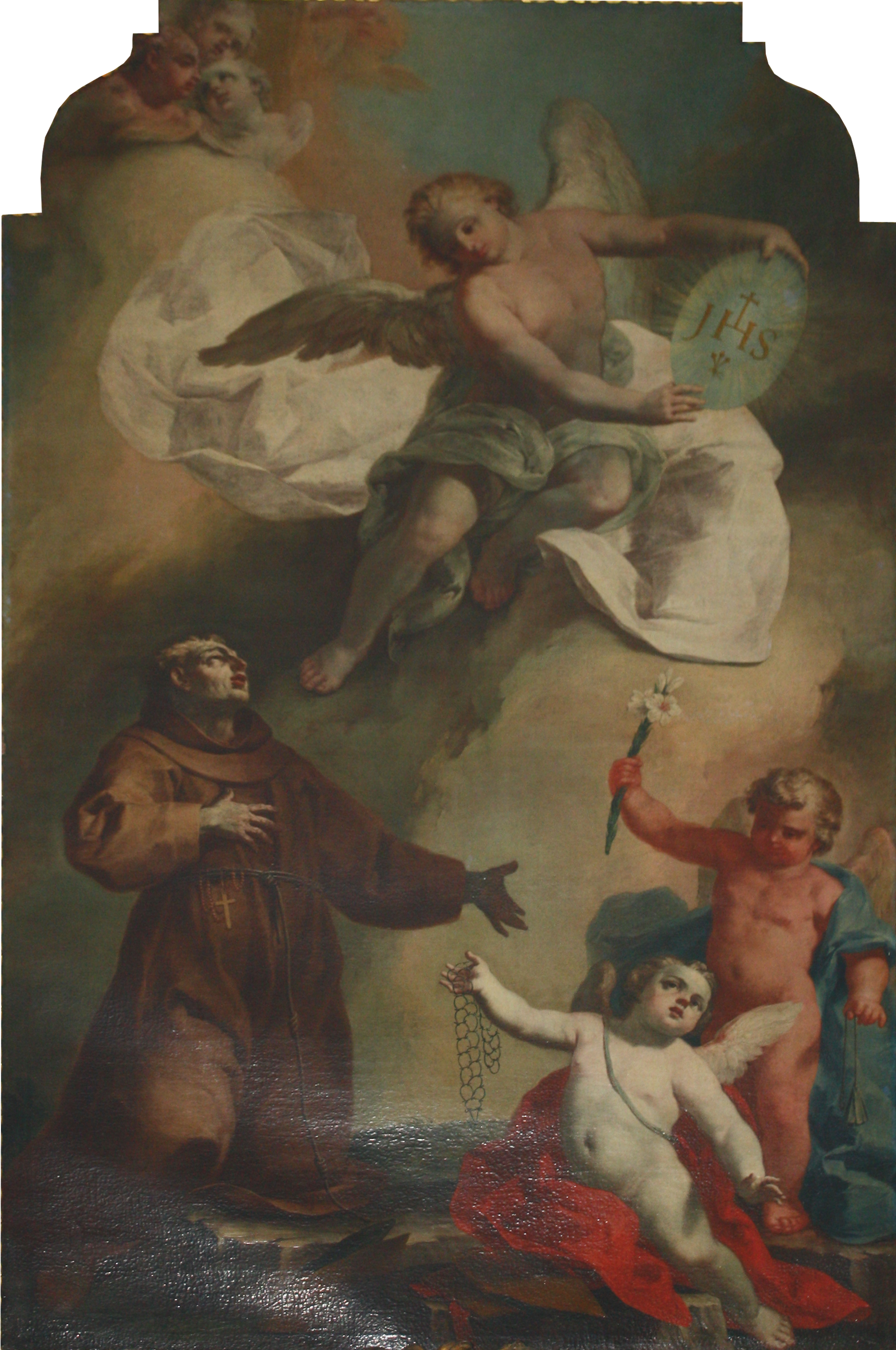
Pala d'altare del XVIII secolo di Biagio Bellotti conservata nella chiesa della Beata Vergine Assunta

Tra le opere presenti nelle cappelle laterali, spicca una pala d'altare del XVIII secolo di Biagio Bellotti che rappresenta san Bernardino e che un tempo era conservato nella vecchia chiesa parrocchiale. Anche l'organo, che è del 1850 e che è stato realizzato dalla famiglia Portinari di Magenta, proviene dalla vecchia chiesa della Beata Vergine Assunta.
Sui pilastri sono presenti 14 formelle in bronzo del 1935 che raffigurano la Via Crucis. Il pavimento, che è stato realizzato tra il 1942 ed il 1943, è costituito da tessere in marmo che formano un mosaico collegato alla simbologia mariana. Il battistero è stato decorato nel 1966 a mosaico con uno stile richiamante il Beato Angelico.
Sull'abside è collocato un mosaico formato da 700.000 tessere e realizzato nel 1975 dal pittore Mario Cornali dell'Accademia Carrara di Bergamo e dei mosaicisti fratelli Toniutti di Bollate che raffigura Cristo, la Madonna e undici santi durante l'apocalisse. Tra i santi, sono presenti Pietro, Giorgio, Francesco, Rita da Cascia e papa Giovanni XXIII.

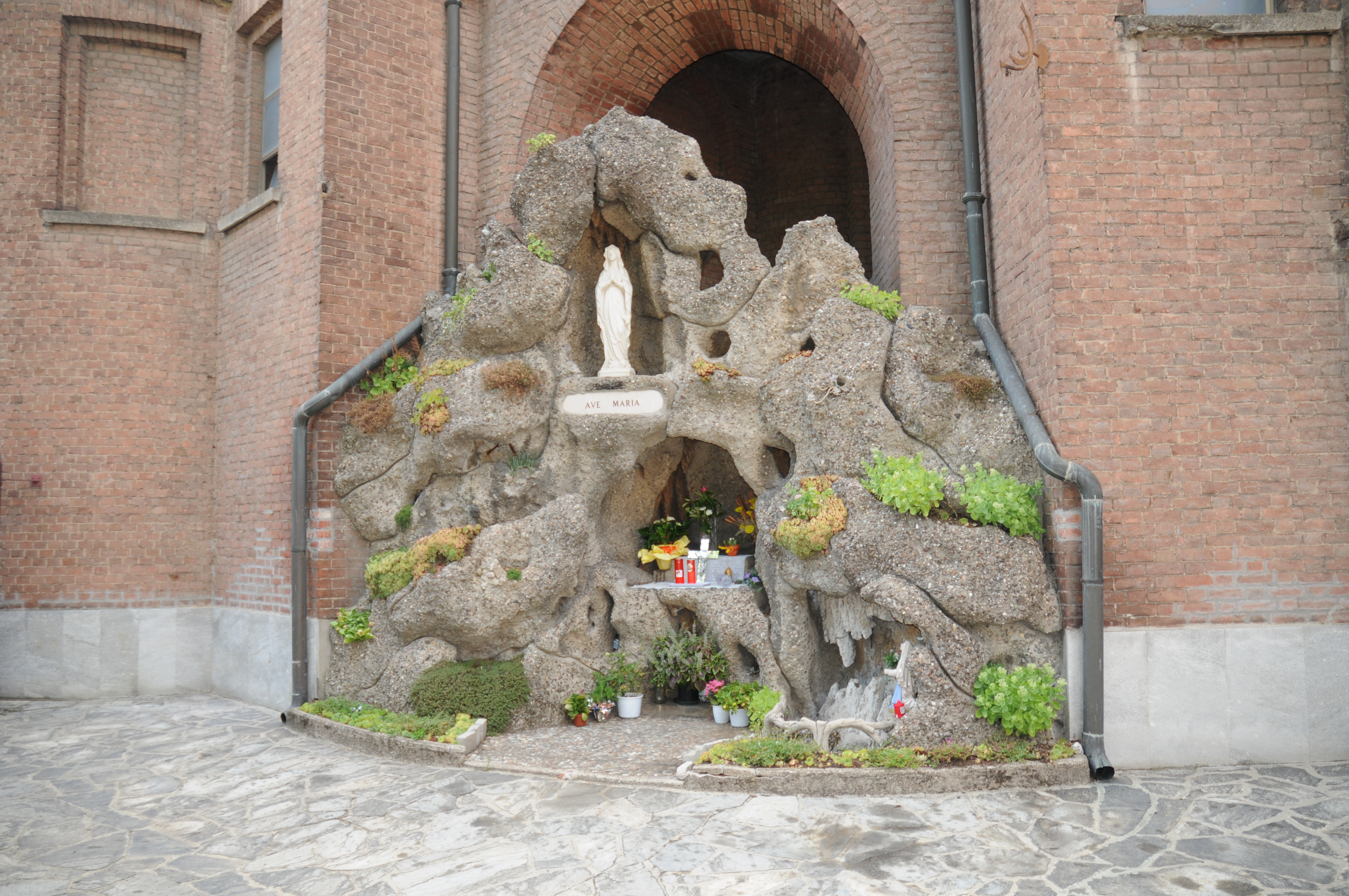
La grotta della chiesa della Beata Vergine Assunta

Il portone d'ingresso, che è del 1981, è stato realizzato dallo scultore Ferrari di Ponte di Legno. Il portone è in ferro e acciaio ricoperto da pannelli di bronzo: la parte esterna è decorata con raffigurazioni che rappresentano scene di vita della Vergine. Dello stesso anno sono i sei pannelli di rame che sono collocati all'interno dell'edificio e che rappresentano altrettante scene bibliche: il battesimo di Gesù, le nozze di Cana, le beatitudini evangeliche, la guarigione del paralitico e l'incontro con la samaritana.
Le vetrate della cupola e delle cappelle sono del 1984. Quelle delle cappelle, che sono in vetro antisfondamento e che sono state realizzate dalla ditta Grassi di Milano con la tecnica detta del "gran fuoco", rappresentano i simboli dell'Eucaristia. Le sette vetrate tonde della cupola sono invece in vetro-cemento e hanno un disegno geometrico realizzato su disegno del pittore Normanni.
I mosaici delle pareti che sono situati sopra le cappelle laterali e l'ingresso principale sono stati realizzati dal 1985 al 1987 dai mosaicisti fratelli Toniutti su disegno del pittore Fumagalli. Gli spazi che ospitano i mosaici sono costituiti da un riquadro principale e da due riquadri minori laterali. Rappresentano, partendo dalla destra dell'altare maggiore, l'apparizione di Gesù risorto alla Maddalena, la crocifissione, san Bernardino, la venuta di Cristo alla fine del mondo, il battesimo di Gesù, l'assunzione di Maria e l'Ultima Cena.
La cupola principale, che ha una superficie di 1.400 metri quadri, è stata dipinta dal 1999 al 2000 dall'artista Valentino Vago di Barlassina con scene dell'apocalisse.

## Storia

La chiesa della Beata Vergine Assunta in costruzione

La chiesa della Beata Vergine Assunta poco dopo la sua costruzione. Il campanile è ancora sprovvisto delle campane, che saranno trasportate dalla vecchia torre campanaria a quella nuova nel 1940

Piazza Mazzini a San Giorgio su Legnano agli inizi degli anni cinquanta del XX secolo. Sullo sfondo, dietro Palazzo Lucini Arborio Mella, la chiesa della Beata Vergine Assunta

Dagli stralci dei documenti conservati presso l'archivio parrocchiale di San Giorgio su Legnano si possono delineare gli eventi essenziali che portarono alla costruzione della chiesa della Beata Vergine Assunta:
(Nota d'archivio datata 1º agosto 1928)
(Nota d'archivio datata aprile 1930)
(Nota d'archivio datata 11 maggio 1930)
(Nota d'archivio datata 13 marzo 1931)
(Nota d'archivio datata 3 marzo 1933)
(Nota d'archivio datata 24 aprile 1933)
(Nota d'archivio datata 6 ottobre 1934)
(Nota d'archivio datata 23 aprile 1935)
(Nota d'archivio datata 15 agosto 1935)